# Ломакс (Илиноис)
Ломакс (енгл. Lomax) град је у америчкој савезној држави Илиноис.

## Демографија
По попису из 2010. године број становника је 454, што је 23 (-4,8%) становника мање него 2000. године.
| Група             | 2000.       | 2010.       |
| Белци             | 462 (96,9%) | 424 (93,4%) |
| Афроамериканци    | 0 (0,0%)    | 1 (0,2%)    |
| Азијати           | 1 (0,2%)    | 4 (0,9%)    |
| Хиспаноамериканци | 13 (2,7%)   | 13 (2,9%)   |
| Укупно            | 477         | 454         |